# Order Feniksa
Order Feniksa (gr. Τάγμα του Φοίνικος, Tagma toy Phoinikos) – trzecie z kolei wysokie odznaczenie Grecji.
Ustanowiony został 13 maja 1926 przez rząd II Republiki Greckiej (1924–1935) jako order zasługi przeznaczony wyłącznie dla cudzoziemców i zastąpił zniesiony przez rząd republikański Order Jerzego I. Po ponownym wprowadzeniu monarchii w 1935 Order Feniksa wszedł do systemu królewskich odznaczeń i znalazł się w nim na czwartym miejscu.
Nazwa orderu nawiązuje do mitycznego ptaka Feniksa, który po samospaleniu powstaje co 500 lat z popiołów i symbolizować miała odrodzenie się republiki Hellenów po zniesieniu monarchii.
W czasach królewskich order posiadał dwie klasy: wojskową i cywilną. Obecnie nadawany jest za zasługi na polu administracji, literatury i sztuk pięknych, gospodarki i nauki, zarówno obywatelom greckim jak i cudzoziemcom.
Order Feniksa posiada pięć klas według znanego schematu Legii Honorowej:
- Krzyż Wielki
- Wielki Komandor
- Komandor
- Oficer Krzyża Złotego
- Kawaler Krzyża Srebrnego

Krzyż orderu to biało emaliowany "krzyż koniczynowy" (croix pattée, Kleeblattkreuz) z nałożoną na niego w awersie podobizną złotego feniksa, nad głową którego umieszczona jest złota pięcioramienna gwiazda. W rewersie odznaczenia znajduje się biały krzyż grecki (za monarchii były tam inicjały panującego). Gwiazda orderu (I i II klasa) jest srebrna, ośmiopromienna i nosi podobiznę złotego feniksa.
Wstęga jest pomarańczowa z dwoma czarnymi bocznymi paskami (za monarchii: wstęga żółta, order był zawieszony na złotej koronie królewskiej).
| Order Feniksa | Order Feniksa | Order Feniksa   | Order Feniksa | Order Feniksa         | Order Feniksa            |
| ------------- | ------------- | --------------- | ------------- | --------------------- | ------------------------ |
| Awers         |               |                 |               |                       |                          |
| Baretka       | Krzyż Wielki  | Wielki Komandor | Komandor      | Oficer Krzyża Złotego | Kawaler Krzyża Srebrnego |